# Prunus maritima
Prunus maritima är en rosväxtart som beskrevs av Humphry Marshall. Prunus maritima ingår i släktet prunusar, och familjen rosväxter. Utöver nominatformen finns också underarten P. m. gravesii.

## Bildgalleri

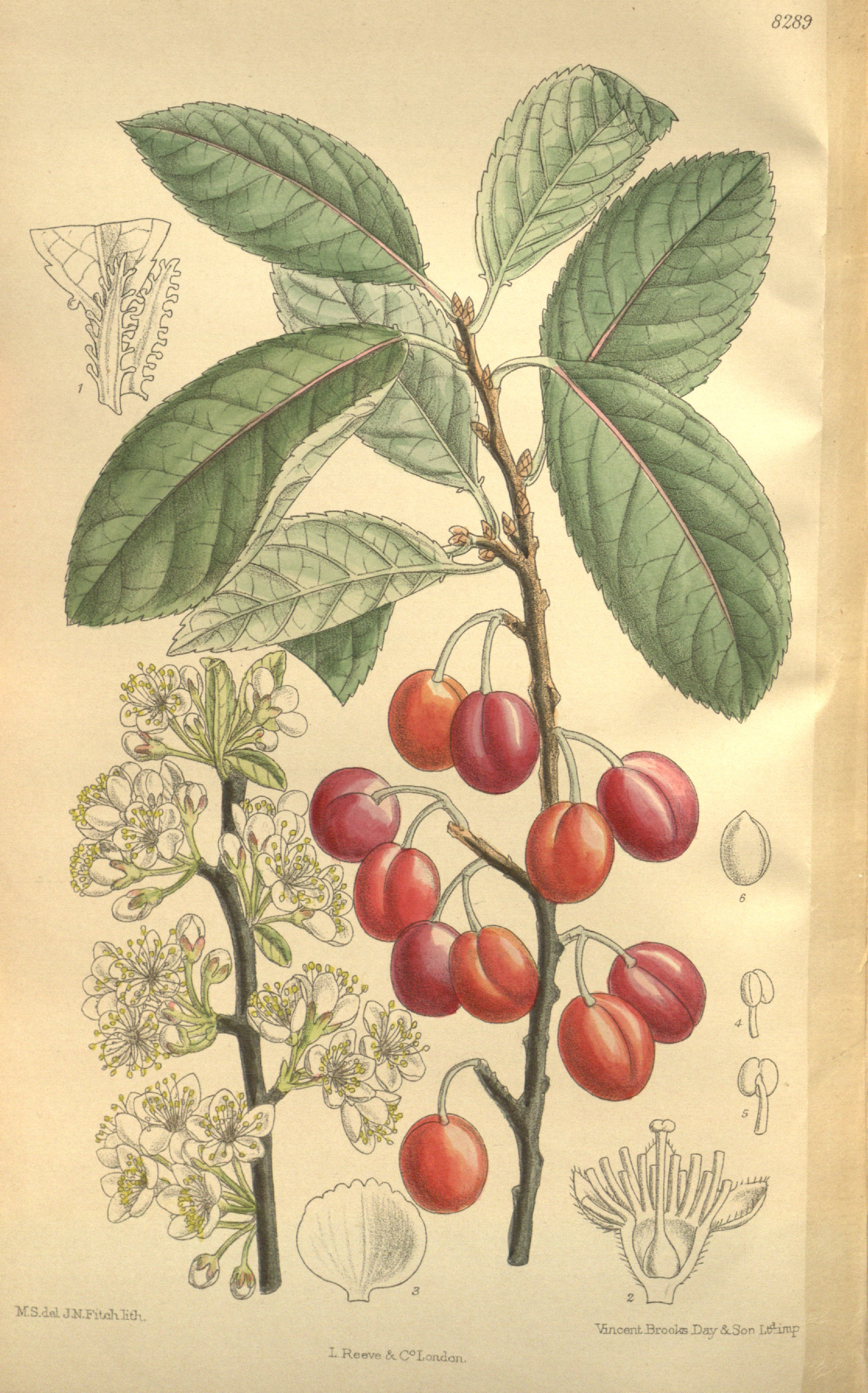
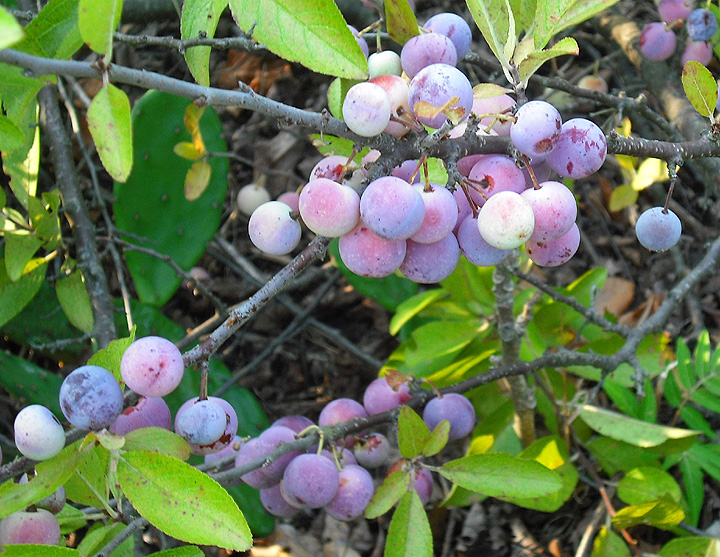